# 可扩展样式语言
可扩展样式语言（英語：Extensible Stylesheet Language, XSL），是一种为可扩展置标语言（XML）提供表达形式而设计的计算机语言。
由于可扩展置标语言的扩展性使之没有关于显示格式的标识，可扩展样式语言可以选择和过滤可扩展置标语言中的数据，并将其转换为HTML或者PDF等其他格式文件。
可扩展样式语言可以分为三部分：XSLT（XSL Transformations）、XSL-FO（XSL Formatting Objects）和XPath（XML Path Language）。
CSS可以完成与XSL类似的功能。对于XML，XSL是首选的样式语言。